# روبرتو كارلوس خواريز
روبرتو كارلوس خواريز (بالإسبانية: Roberto Carlos Juárez)‏ هو لاعب كرة قدم مكسيكي في مركز الدفاع، ولد في 2 فبراير 1982 في كواويلا في المكسيك. لعب مع سالتيلو.

## وصلات خارجية
- روبرتو كارلوس خواريز على موقع قاعدة بيانات كرة القدم.إي يو (الإنجليزية)
- روبرتو كارلوس خواريز على موقع Soccerway.com (الإنجليزية)
- روبرتو كارلوس خواريز على موقع AS.com (الإسبانية)